# Loja (Granada)
Loja és un municipi de la província de Granada. Està situat a la vall del riu Genil. Coneguda com a "flor entre espines", és un típic poble andalús. La seva naturalesa oferix com atracció impressionants cascades. Destaquen la fortalesa àrab (l'Alcassaba), construïda a les darreries del segle ix i l'Església de San Gabriel. D'economia principalment agrària, comptarà amb el primer centre de reproducció per a l'agricultura ecològica d'Andalusia.

## Geografia
Està formada per les barriades d'Arroyo Milanos, Cuesta Blanca, Cuesta de la Palma, La Esperanza, La Fábrica, El Frontil, Fuente Camacho, Las Rozuelas, Riofrío, San Antonio, Santa Bárbara, Venta del Rayo, Ventorros de Balerma, Ventorros de la Laguna y Ventorros de San José‚ y los caseríos de Agicampe, Alazores, Almendro, Los Arenales, La Atalaya, Campo Dauro, La Ciudad, Dehesa de los Montes, Los Gallumbares, Huertas Bajas, Jardines de Narváez, Manzanil, Molehones, Nuño Daza, Plines i Puerto Blanquillo. A començaments de segle tenia estació ferroviaria a la ciutat i a 2 km, al raval de San Francisco.

## Edificis i llocs
L'antic ajuntament estava a la plaça Mayor que tenia una font al mig, però el 1927 es va traslladar al palau del duc de València; també antigament el mercat es feia a la plaça Nueva.
Edificis notables són el palau dels duc de València d'estil modernista, el Liceu i abans convent de la Victòria, l'antic hospital (una residència de franciscans a l'antic raval de San Francisco), l'església major de la Encarnación al peu de l'antiga fortalesa (que antigament fou mesquita), les esglésies de San Gabriel (d'orde toscà), Santa Cecilia, la Caridad (al costat de la plaça Mayor) i Jesús Nazareno, a l'oest de la vila amb alguns quadres notables. L'Alcassaba), construïda a les darreries del segle ix sobre un coll, rodejada de murs que recorden l'antiga ciutat morisca que tenia l'alcasser, la mesquita principal i les cases. Les parets de l'alcasser miren a un tall fondo. A la ciutat destaquen els passeigs anomenats de los Angeles i la Haza a ambdós costats del Genil. A la rodalia el Infierno de Loja, el lloc on cauen les aigües del Manzanil al Genil formant una cascada. La Vega de Loja és llarga i recorreguda per nombrosos rierols.

## Història
No s'esmenta abans del període àrab i musulmà, quan apareix sota el nom de Lawsha a finals del segle viii. No va tenir mai un paper rellevant. Fou ocupada per Ferran III de Castella el 1226, que la va arrasar i abandonar. Els musulmans la van reconstruir i fou un baluard del regne de Granada. Ferran el Catòlic la va assetjar el 1482 però fou defensada per tres mil musulmans manats per Ibrahim al-Ishtar (conegut com a Alistar, +1483) van fer una sortida en la que van matar el mestre de Calatrava i altres caps cristians i el rei va ordenar la retirada. Hi va tornar el 1485 i el 1486 amb més forces i els musulmans es van rendir i es va signar el tractat de Loja amb Boabdil de Granada. Se li va donar el títol de ciutat i se li van atorgar privilegis incloent l'escut d'armes amb cadena i pont sobre el riu, la cadena amb una clau de la que penja un cartell que diu "Loja, flor entre espinas" frase atribuïda a Isabel la Catòlica.
Res més d'importància va passar fins al 1810 quan fou ocupada pels francesos manats pel general Sebastiani, retirant-se el 1812, sent ocupada pel general Francisco López Ballesteros. Els convents foren desamortitzats el 1835. El 1861 es va produir la revolta de Loja, amb sis mil camperols armats manats pel albéitar Rafael Pérez del Álamo, que van ocupar la ciutat reclamant democràcia, llibertat, drets civils, reformes i república; la revolució, de caràcter socialista i republicà va durar cinc dies. La reina Isabel II va visitar la ciutat el 1862. El 1884 fou afectada per un terratrèmol. El 1936 alguns temples i ermites foren incendiats en iniciar-se la guerra civil. El 1990 es va acabar la construcció de l'autopista A-92 en el tram de Loja.

## Personatges il·lustres
- Ibn al-Khatib, historiador de l'emirat de Granada
- Alonso de Mercadillo, militar i explorador.
- José Val del Omar, cineasta experimental.
- Pedro Ramírez de Alba, arquebisbe de Granada
- Sebastián Quintero, prelat
- Feliciano Palomares, prelat
- Diego Rojas, prelat
- Francisco Ruíz Espejo, general
- Manuel de la Cuenca, ambaixador amb Felip IV
- Ramón María Narváez, primer duc de València anomenat "eñ Espadón de Loja"
- Gonzalo Fernández de Córdoba, “el Gran Capità” fou alcaide de Loja
- Rafael Pérez del Álamo, precursor dels moviments revolucionaris andalusos del segle XIX
- Fernando Carrascosa Guervós (1894-1974), compositor musical.